# Gaesischia
Gaesischia is een geslacht van vliesvleugelige insecten uit de familie bijen en hommels (Apidae)

## Soorten
- G. anthidioides Urban, 1968
- G. araguaiana Urban, 1968
- G. aurea Urban, 1968
- G. belophora (Moure, 1941)
- G. brachyura (Brèthes, 1910)
- G. buzzii Urban, 1989
- G. cacerensis Urban, 1989
- G. caracicola Urban, 2007
- G. carinata Urban, 1989
- G. cearensis (Ducke, 1911)
- G. cipoana Urban, 2007
- G. corduvensis (Brèthes, 1910)
- G. exul Michener, LaBerge & Moure, 1955
- G. fimbriata Urban, 1968
- G. flavoclypeata Michener, LaBerge & Moure, 1955
- G. fulgurans (Holmberg, 1903)
- G. glabrata Urban, 1989
- G. horizontina Urban, 2007
- G. hyptidis (Ducke, 1911)
- G. interrupta Urban, 1989
- G. melanaspis Urban, 1968
- G. mexicana LaBerge, 1958
- G. mimetica (Brèthes, 1910)
- G. minima Urban, 1989

- G. mirnae Urban, 1989
- G. nigra Moure, 1968
- G. patellicornis (Ducke, 1911)
- G. phaeoptera (Moure & Michener, 1955)
- G. pygmaea Urban, 1968
- G. rosadoi Urban, 1989
- G. saltae (Michener & Moure, 1956)
- G. sapucacensis (Cockerell, 1918)
- G. similis Urban, 1989
- G. sparsa (Brèthes, 1910)
- G. trifasciata Urban, 1968
- G. undulata Urban, 1989